# Камбијаго
Камбијаго (итал. Cambiago) је насеље у Италији у округу Милано, региону Ломбардија.
Према процени из 2011. у насељу је живело 5283 становника. Насеље се налази на надморској висини од 168 м.

## Становништво
| 1931. | 1936. | 1951. | 1961. | 1971. | 1981. | 1991. | 2001. | 2011. |
| ----- | ----- | ----- | ----- | ----- | ----- | ----- | ----- | ----- |
| 2.687 | 2.561 | 2.784 | 2.643 | 2.868 | 3.273 | 3.821 | 4.852 | 6.508 |